# Galicja (Hiszpania)
Galicja (hiszp. Galicia (wym. [ɡaˈliθja]), Comunidad Autónoma de Galicia; galic. Galicia, Comunidade Autónoma de Galicia; funkcjonuje również galicyjska forma Galiza (wym. [ɡaˈliθa]) dopuszczona przez Real Academia Galega, nie ma ona jednak statusu oficjalnego) – wspólnota autonomiczna Hiszpanii. W szerszym znaczeniu: region geograficzny i kraina historyczna na Półwyspie Iberyjskim z ośrodkiem kulturalnym i administracyjnym w Santiago de Compostela. Graniczy z Asturią oraz Kastylią i Leonem od wschodu, z Portugalią od południa i z Oceanem Atlantyckim od północy i zachodu.

## Język
Jej spokrewnieni z Portugalczykami mieszkańcy posługują się językiem galicyjskim (galego), który obecnie silnie zhispanizowany, dał w średniowieczu początek językowi portugalskiemu.

## Historia
W starożytności jej terytorium zamieszkiwały plemiona Iberów i Celtoiberów, głównie Gallekowie – twórcy wielu grodów, grodzisk – zw. obecnie castro – otoczonych często kilkoma murami, z domostwami wznoszonymi na planie koła i ze stożkowymi dachami ze słomy. Gallekowie utrzymywali się z hodowli zwierząt oraz połowu ryb i owoców morza. Byli też wspaniałymi złotnikami.
Długo opierali się władzy najpierw Kartagińczyków, a potem Rzymian. Mimo że większość Hiszpanii znalazła się pod panowaniem rzymskim już w czasach republiki po II wojnie punickiej (III w. p.n.e.), dopiero Augustowi udało się podporządkować północno-zachodnią część półwyspu stanowiącą dziś Galicję (I w. n.e.).
We wczesnym średniowieczu była ośrodkiem królestwa germańskich Swebów, którzy zajęli te tereny w czasie wędrówki ludów, potem wcielona do państwa Wizygotów (585). Wraz z nim na krótko podbita przez Arabów. Okresowo osobne Królestwo Galicji (910-929, 982-984 oraz 1065-1126), kiedy indziej lenno lub część Królestwa Leónu, wreszcie wraz z nim od 1230 w składzie Królestwa Kastylii. Odłączone od księstwa Galicji w 1097 hrabstwo Portucale dało początek Portugalii.
W latach 1857–1960 z Galicji wyemigrowało ponad milion osób, co stanowiło ogromny odpływ z regionu. Przeważająca większość udała się do Argentyny, głównie do stolicy – Buenos Aires. W 2023 roku oszacowano, że 14% populacji Argentyny, jest pochodzenia galicyjskiego.

## Santiago
Na terenie Galicji znajduje się sanktuarium w Santiago de Compostela – poświęcone pochowanemu w tym miejscu apostołowi św. Jakubowi (hiszp. Santiago). Jest ono celem pielgrzymek z całej Europy, które podążały przez północną Hiszpanię Camino de Santiago.

## Współczesność
Obecnie jest osobną wspólnotą autonomiczną w ramach Królestwa Hiszpanii. Posiada własny parlament i rząd. Dzieli się na 4 prowincje (A Coruña, Lugo, Ourense i Pontevedra) i zajmuje pow. 29,4 tys. km kw.; liczba ludn. 2,8 mln. Ośrodek administracyjny – Santiago de Compostela, największe miasto – Vigo, największa aglomeracja – A Coruña, inne większe miasta: Lugo, Pontevedra. Rejon tradycyjnie związany z rybołówstwem, które jest tam silnie rozwinięte wraz ze związanymi z nim gałęziami przemysłu. Gospodarka ta silnie ucierpiała w wyniku skażenia wód przybrzeżnych wywołanego zatonięciem w listopadzie 2002 roku u wybrzeży Galicji tankowca MT Prestige z dziesiątkami tysięcy ton ropy naftowej w zbiornikach.
Najwyższym szczytem jest Peña Trevinca (2127 m n.p.m.).

## Prezydenci wspólnoty autonomicznej
- Xerardo Fernández Albor (AP, 1981–1987)
- Fernando Ignacio González Laxe (PSOE, 1987–1990)
- Manuel Fraga Iribarne (PP, 1990–2005)
- Emilio Pérez Touriño (PSOE, 2005–2009)
- Alberto Núñez Feijóo (PP, od 2009)